# Аподемий
Аподемий (на латински: Apodemius; † 361 г.) e римски офицер и дипломат през 4 век.
Аподемий служи като таен агент в римската тайна полиция на Констанций II (337 – 361). Той придружава през 354 г. заедно с колегите си Пентадий и Серениан конвоя с арестувания Констанций Гал от Поетовио за Пула до Медиоланум и го екзекутират.